# Leszczańce
Leszczańce (ukr. Ліщанці, Liszczanci) – wieś na Ukrainie, w obwodzie tarnopolskim, w rejonie czortkowskim. Siedziba rady wiejskiej. Przez wieś przepływa Leszczański potok, prawy dopływ rzeki Strypy.

## Historia
Przez pewien czas, podczas zaboru austriackiego, wieś była siedzibą gminy Leszczańce.
Po zakończeniu I wojny światowej, od listopada 1918 roku do lata 1919 roku Leszczańce znajdowały się w Zachodnioukraińskiej Republice Ludowej.
W II Rzeczypospolitej miejscowość należała do gminy Zubrzec w powiecie buczackim województwa tarnopolskiego. We wsi znajdował się majątek ziemski Władysław Gołębskiego. W latach 1939–1945 nacjonaliści ukraińscy z OUN-UPA zamordowali tu łącznie 24 Polaków, w tym Władysława Gołębskiego i jego szwagra, Kazimierza Harsdorfa.
Od 21 marca 1991 wieś jest siedzibą rady wiejskiej.

## Ludzie
- Jan Papirczuk – nauczyciel 2-klasowej szkoły we wsi[7]